# Messe Frankfurt

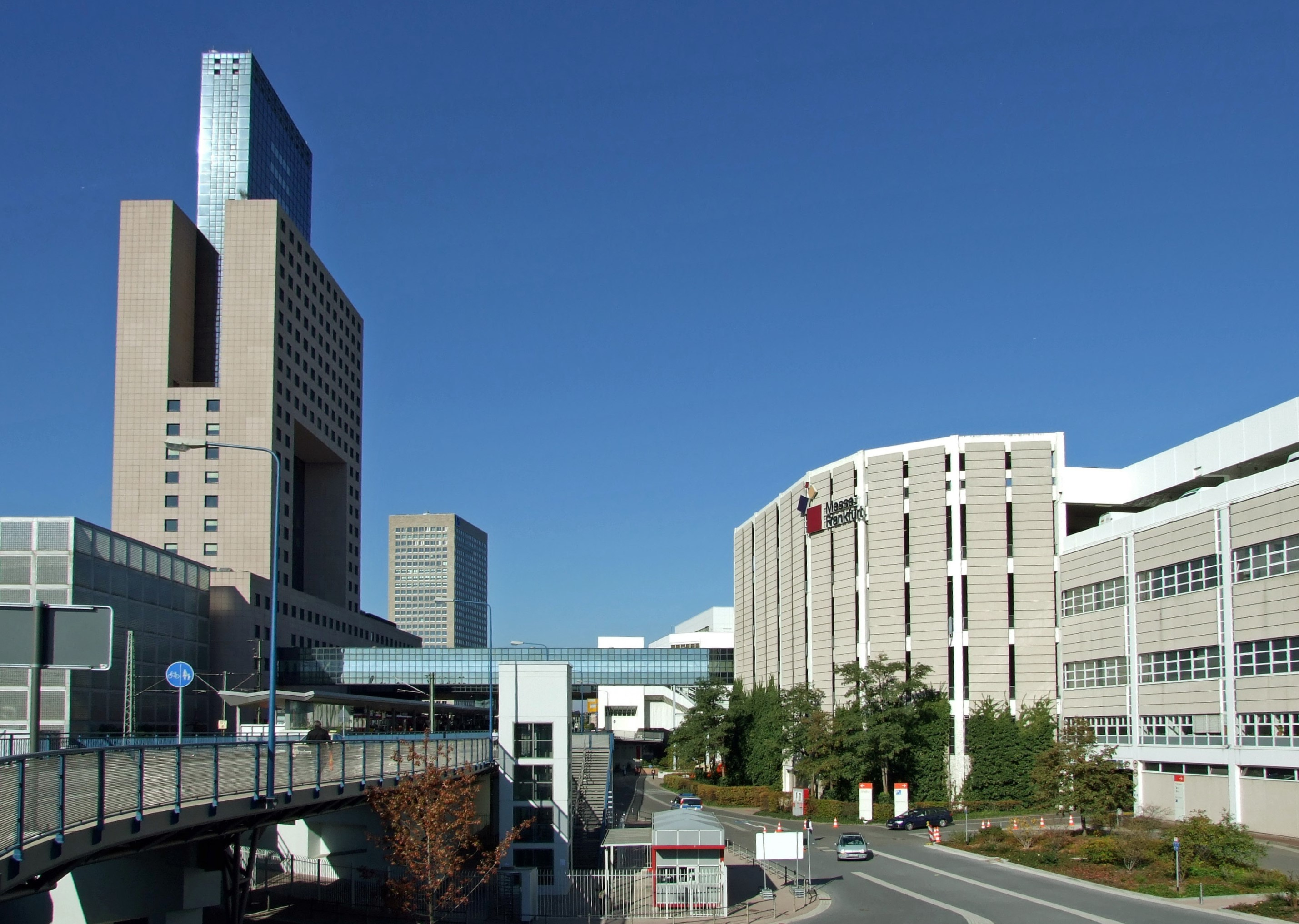
Mässområdet, med järnvägsstationen Bahnhof Frankfurt am Main Messe

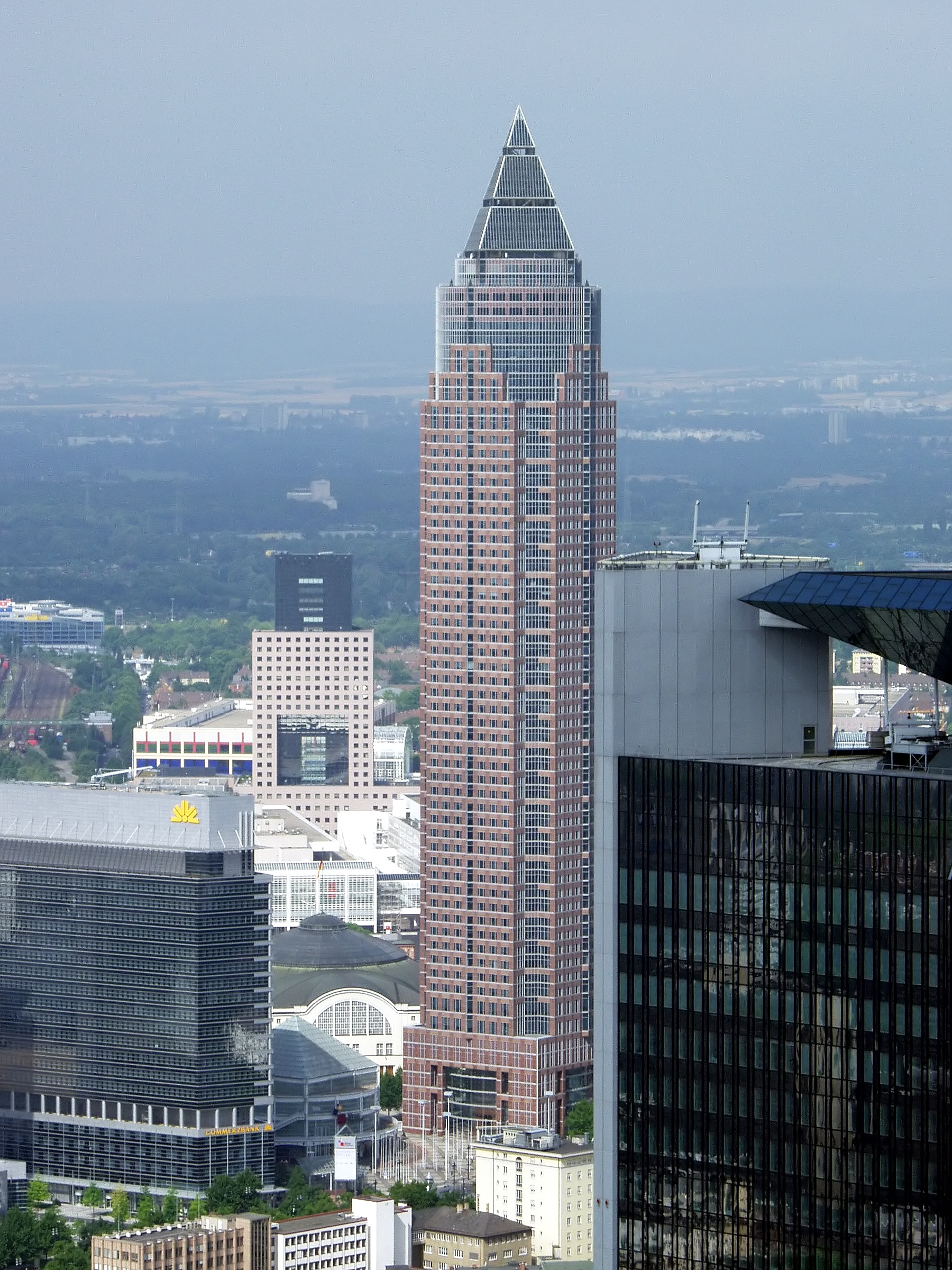
Skyskrapan Messeturm

Messe Frankfurt ligger i Frankfurt och är ett av världens största mässkomplex. Där arrangeras årligen Musikmesse (sedan 1980), Bokmässan i Frankfurt samt ett antal andra mycket stora mässor.